# Korkade vita män
Korkade vita män ...och andra ursäkter för tillståndet i nationen (originaltitel: Stupid White Men) är en bok från 2001 av Michael Moore. Den kritiserar starkt George W. Bush och andra delar av USA:s regering under Bushs ledning.
Korkade vita män blev en bästsäljare USA, men rönte också mycket kritik, bland annat genom boken Michael Moore Is a Big Fat Stupid White Man från 2004 av David T. Hardy och Jason Clarke.